# 趙秉貞
趙秉貞（15世紀—16世紀），字正夫，江西南昌府新建縣人，明朝政治人物。

## 生平
趙秉貞是弘治十七年（1504年）江西鄉試舉人，授淳安知縣，在縣門設立銅鑼給有冤者敲打，調任衡陽，拿出俸祿賑災，寫詩鼓勵農耕，又在驛路種植榕松方便行人，人們歌頌他：「高松蒼榕，一道清風，置郵惟德，衡陽不空。」他個性孝順，母親生病割肉煮羹進膳，持家有道，子弟肅然，舒芬稱他有古人風範，有《公餘錄》流傳。

## 引用
1. 1 2  同治《新建縣志·卷四十·賢良上》：趙秉貞，字正夫，宏治鄉舉，知浙江淳安縣，設銅鑼縣門，欲愬者擊之，冤無不直，旋改衡陽縣，捐俸賑饑，作歌勸農，又于驛路夾植榕松，以便行者輿人，誦之曰：「高松蒼榕，一道清風，置郵惟德，衡陽不空。」性至孝，母病刲肉饋羹以進，家範甚整，子弟肅然，舒文節芬謂其有古人風，著有《公餘錄》 省志、楊志、邸志。
2. ↑  同治《新建縣志·卷三十二·科第》：宏治十七年甲子鄉試 趙秉貞 淳安知縣